# Protospondylis florissantensis
Protospondylis florissantensis är en skalbaggsart som först beskrevs av Henry Frederick Wickham 1920.  Protospondylis florissantensis ingår i släktet Protospondylis och familjen långhorningar. Inga underarter finns listade i Catalogue of Life.